# Arachosia mezenioides
Arachosia mezenioides là một loài nhện trong họ Anyphaenidae.
Loài này thuộc chi Arachosia. Arachosia mezenioides được Cândido Firmino de Mello-Leitão miêu tả năm 1922.